# Melbourne Hungaria SC
Melbourne Hungaria SC – australijski klub piłkarski z siedzibą w Melbourne (w stanie Wiktoria). Założony w 1956 roku przez imigrantów z Węgier. Zdobywca Australia Cup w 1967 roku, w latach 1960–1975 i w 1986 roku grał w Victorian State League. Rozwiązany w 1987 roku.

## Historia
Historia klubu Melbourne Hungaria SC rozpoczyna się od XVI Letnich Igrzysk Olimpijskich zorganizowanych w 1956 roku w Melbourne. Igrzyska olimpijskie rozpoczęły się niespełna 12 dni po stłumieniu powstania węgierskiego przez Armię Radziecką.
Rząd australijski po stłumionym powstaniu udzielił azylu politycznego około 14 000 Węgrom. Po igrzyskach olimpijskich połowa reprezentantów Węgier nie wróciła do kraju, pozostając w Australii. Członkowie węgierskiej drużyny olimpijskiej w piłce nożnej, którzy pozostali w Australii, założyli klub piłkarski Melbourne Hungaria SC w 1956 roku.
Klub Melbourne Hungaria w 1957 roku dołączył do rozgrywek Victorian Metropolitan League South, w których triumfował i uzyskał awans do Victorian Division 1 South. W 1959 roku klub wywalczył tytuł mistrzowski w rozgrywkach Victorian Division 1 South i uzyskał awans do Victorian State League (pierwszy poziom rozgrywek piłkarski w stanie Wiktoria). W rozgrywkach Victorian State League klub występował w latach 1960–1975.
W marcu 1967 roku Melbourne Hungaria wystąpił w finale stanowego pucharu Ampol Cup. W finale podejmował drużynę Port Melbourne Slavia, której uległ w stosunku 1:4. We wrześniu tego samego roku klub zdobył mistrzostwo w rozgrywkach Victorian State League. Zmagania ligowe zakończył na 1. miejscu z dorobkiem 34 punktów. Natomiast w październiku 1967 roku klub Melbourne Hungaria triumfował w krajowych rozgrywkach pucharowych Australia Cup. W finale pokonał drużynę APIA Leichhardt po dogrywce w stosunku 4:3.
W 1970 roku klub zakończył ligę na drugim miejscu, a w kolejnych latach kolejno na czwartym i na trzecim. W 1973 roku klub drugi raz w swojej historii wystąpił w finale pucharu Ampol Cup. W finale po dogrywce pokonał zespół Ringwood City Wilhelmina w stosunku 3:2. Sezon ligowy zakończono na miejscu piątym.
W 1975 roku drużyna wygrała trzy mecze i zajmując ostatnie, 12. miejsce w Victorian State League spadła do rozgrywek Victorian Metropolitan League Division 1. W latach 1976–1985 Melbourne Hungaria występował zarówno na drugim, jak i trzecim poziomie rozgrywek stanowych. Zdobył w latach 1978 i 1982 mistrzostwo w rozgrywkach Victorian Metropolitan League Division 2, natomiast w 1985 roku w rozgrywkach Victorian League Division 1 uzyskał awans do Victorian State League.
W rozgrywkach Victorian State League klub występował tylko przez jeden sezon (1986), zajmując ostatnie 14. miejsce i spadając ponownie do rozgrywek Victorian League Division 1. Melbourne Hungaria SC funkcjonował do 1987 roku. W trakcie sezonu doszło do fuzji klubu Melbourne Hungaria z drużyną Yarraville. Klub Yarraville wycofał się z rozgrywek Victoria League Division Three (czwarty poziom rozgrywek stanowych) po 8. kolejkach i połączył się z drużyną Melbourne Hungaria, która dokończyła rozgrywki w Victorian League Division 1, zajmując  w nich ostatnie, 14. miejsce. Od 1988 roku nowo utworzony klub występował pod nazwą Yarraville (Yarraville Glory) w rozgrywkach Victoria League Division Two.  

## Sukcesy

### Krajowe
- Zwycięzca Australia Cup (1): 1967.

### Stanowe
- Mistrz National Premier Leagues Victoria[b] (1): 1967;
- Mistrz Victoria League Division One (2): 1959[c], 1985;
- Mistrz Victoria League Division Two (2): 1978, 1982;
- Mistrz Victorian Metropolitan League South (1): 1957;
- Zwycięzca Ampol Cup (1): 1973.